# Saltaire
Para la villa en Nueva York, véase; Saltaire.

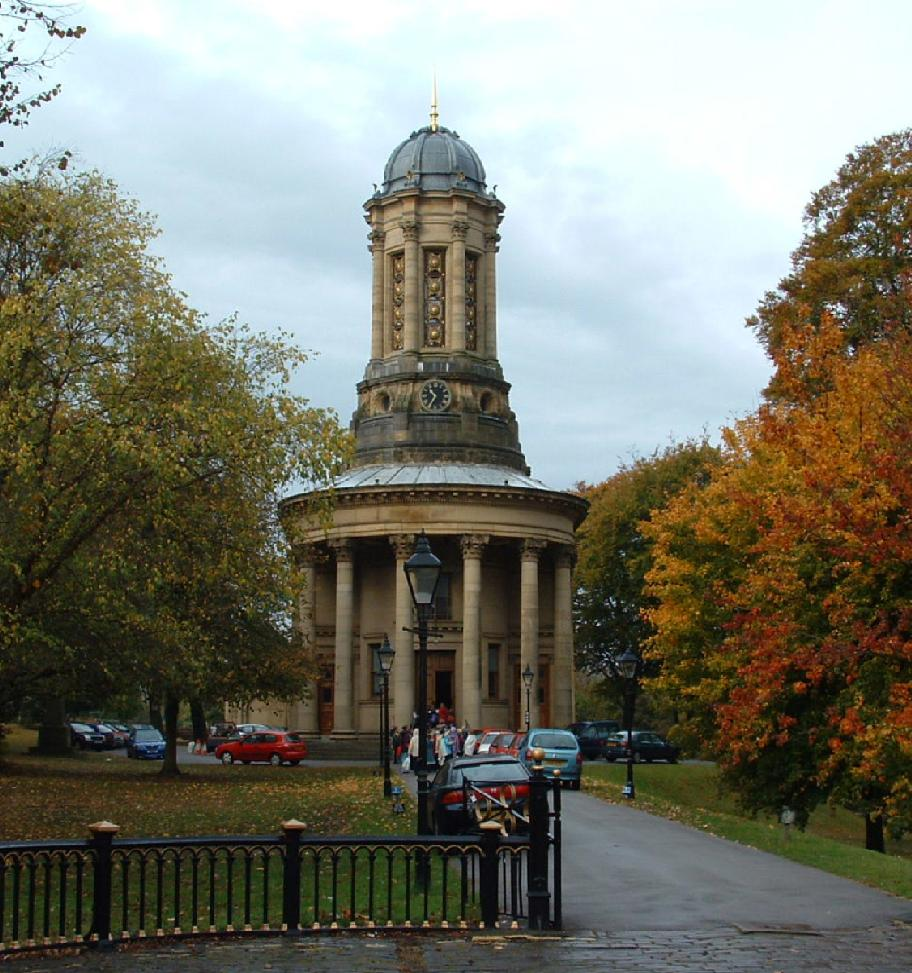
La iglesia congregacional (1856-59).

Saltaire es el nombre de una colonia industrial (Model village en inglés) de la época victoriana en la ciudad de Bradford, Yorkshire del Oeste, Inglaterra (Reino Unido), junto al río Aire y el canal de Leeds y Liverpool. La Unesco eligió el pueblo como un lugar Patrimonio de la Humanidad en 2001  y es un punto trascendental de la ruta europea del patrimonio industrial.

## Historia
Saltaire fue fundado en 1853 por Sir Titus Salt, un industrial líder en producción de lana en Yorkshire. El nombre del pueblo es una combinación del apellido del fundador con el nombre del río. Salt trasladó todo su negocio (cinco molinos separados) de Bradford a este lugar cerca de Shipley en parte para proporcionar mejores alojamientos para sus trabajadores que podrían tenerse en Bradford y en parte para albergar su gran molino textil por un canal y un ferrocarril. Salt empleó a la firma de Bradford de Lockwood and Mawson como sus arquitectos.
Un proyecto similar había sido empezado unos años antes Edward Akroyd en Copley, también en Yorkshire del Oeste. El pueblo de molinos de algodón de New Lanark, que también es un lugar patrimonio de la humanidad, fueron fundados por David Dale en 1786.
Salt construyó limpias casas de piedra para sus trabajadores (mucho mejores que las barriadas de Bradford), lavaderos con agua corriente, baños, un hospital, así como un Instituto para la recreación y la educación, con una biblioteca, una sala de lecturas, una sala de conciertos, billar, laboratorio de ciencias y un gimnasio. El pueblo también proporcionaba asilos, huertos, un parque y un varadero.  
Sir Titus falleció en 1876 y fue enterrado en el mausoleo adyacente a la Iglesia Congregacional. Cuando el hijo de Sir Titus Salt, igualmente Sir Titus Salt, murió, Saltaire fue tomada por una empresa que incluía a Sir James Roberts de Haworth quien había trabajado en el molino desde los doce años de edad, y que viajaría a Rusia cada año, hablando ruso con fluidez. James Roberts pasó a ser propietario de Saltaire, pero eligió invertir su dinero fuertemente en Rusia, perdiendo parte de su fortuna con la Revolución Rusa. Dotó a una cátedra de ruso en la Universidad de Leeds y compró el Haworth Parsonage de los Brontë para la nación. Está mencionado en la obra de T.S. Eliot La tierra baldía. Roberts está enterrado en Fairlight.

## Saltaire hoy
En diciembre de 2001, Saltaire fue elegida un lugar Patrimonio de la Humanidad por la Unesco. Esto significa que el gobierno tiene la obligación de protegerlo. Los edificios pertenecientes a la villa modelo están individualmente protegidos, con el nivel más alto de protección otorgado a la iglesia congregacional (desde el año 1972 conocida como la Iglesia Reformada Unida) que está protegida con el Grado I. El pueblo ha sobrevivido notablemente íntegro, pero se necesita una mayor protección: el pueblo está en cierto modo malogrado por el tráfico, puesto que el valle de Aire es una importante ruta Este-Oeste. Se propone una circunvalación para aliviar algo la presión del tráfico (véase más abajo). Hay también la necesidad de restaurar el parque que ha sufrido de vandalismo.
Saltaire es también una zona de conservación. El Victoria Hall (originalmente el Instituto Saltaire) se usa para reuniones y conciertos, y también alberga el Victorian Reed Organ Museum. El pueblo tiene una estación de ferrocarril, llamada Saltaire railway station.
Saltaire ha sido llamada la «ciudad de parlamentarios», puesto que en ella han vivido miembros de tres parlamentos diferentes: ¨Lord Wallace of Saltaire, miembro de la Cámara de los Lores; Richard Corbett, miembros del Parlamento Europeo; y, hasta 2005, Chris Leslie, diputado de la Cámara de los Comunes. Titus Salt fue él mismo miembro del parlamento durante tres años.
El festival de Saltaire, que se celebró por vez primera en el año 2003 para celebrar el 150.º aniversario de la fundación de Saltaire, se celebra actualmente todos los años a lo largo de once días en septiembre.

## Circunvalación propuesta
Saltaire está rodeada por una zona de protección establecida para proteger el contexto del lugar Patrimonio de la Humanidad. Se ha suscitado preocupación sobre los planes recientemente anunciados por el Ayuntamiento de Bradford y Action Airedale para hacer una circunvalación a través de la zona de protección a ambos lados del lugar Patrimonio de la Humanidad y un túnel por debajo del pueblo. Dentro de la vista del molino, el túnel seguirá la línea del ferrocarril y saldría detrás de la Iglesia Reformada Unida. Puesto que luego correrá a lo largo de la adyacente porción del canal de Leeds y Liverpool, también es probable que tenga un impacto en la zona de conservación. La ruta actual tendrá también un impacto de bosque semi-natural y el Woodland Garden of Remembrance en el cementerio de Nab Wood.

## Salts Mill hoy
Salts Mill cerró en 1986, y la renovación del complejo empezó al año siguiente. Hoy alberga una mezcla de negocio, comercio, placer y uso residencial.
En el principal edificio del molino están:
- La galería de 1853: varias grandes habitaciones dedicadas a las obras del artista nacido en Bradford David Hockney: incluyendo pinturas, dibujos, fotomontajes y diseño de escenarios.
- Compañías industriales incluyen la manufactura electrónica Pace plc.
- Varias tiendas. En 2006 hay tiendas que venden libros, suministros de arte, joyas, ropa para el exterior, antigüedades, trajes, bicicletas y artículos para el hogar; entre estos últimos se encuentran piezas de diseñadores internacionalmente conocidos como Alvar Aalto y Philippe Starck.
- Restaurantes y cafés.

El «New Mill», al otro lado del canal, está dividido entre oficinas para el National Health Service Trusts locales y apartamentos residenciales, y el presentador de televisión Paul O'Grady solía tener un apartamento en el edificio.